# Astrophysical Journal
The Astrophysical Journal, sovint abreujat ApJ, és una revista científica que cobreix desenvolupaments, descobriments i teories recents sobre astronomia i astrofísica. Va ser fundada el 1895 pels astrònoms George Ellery Hale i James Edward Keeler. Realitza tres publicacions per mes, amb 500 pàgines per publicació.
Des de 1953, The Astrophysical Journal Supplement Series (abreujat ApJS) ha estat publicat en conjunció amb ApJ. El seu fi apunta a complementar el material de la revista. Actualment publica sis volums per any, amb 2 publicacions per volum i 280 pàgines per número.
Astrophysical Journal Letters (abreujat ApJL) és la segona part d'APJ. Els seus articles foren de primer impresos de manera despaginada per la impremta de la Universitat de Chicago, a la seva pàgina electrònica d'alliberament ràpid d'articles. Després, foren col·lectats en un nombre complet, que és imprès al costat d'ApJ l'1, 10 i 20 de cada mes. A partir de gener de 2009, el diari és publicat per la Universitat de Chicago Press.